# Pselaphomyia manselli
Pselaphomyia manselli är en tvåvingeart som beskrevs av Mason 1997. Pselaphomyia manselli ingår i släktet Pselaphomyia och familjen vapenflugor. Inga underarter finns listade i Catalogue of Life.